# Maria Callas
Maria Anna Sofia Cecilia Kalogeropoulos (Grieks: Μαρία Άννα Σοφία Καικιλία Καλογεροπούλου), beter bekend onder haar artiestennaam Maria Callas (Grieks: Μαρία Κάλλας) (New York, 2 december 1923 – Parijs, 16 september 1977) was een van de beroemdste operazangeressen van na de Tweede Wereldoorlog.

## Levensloop

### Aanloop
Maria Kalogeropoulos werd geboren in New York uit Griekse immigranten. De achternaam Kalogeropoulos werd op haar geboortecertificaat ingekort tot Kalos, wat in het Grieks mooi betekent, later werd dit vervormd tot Callas. De jonge Maria reisde in 1937 met haar moeder mee terug naar Griekenland en kreeg haar eerste zangopleiding in Athene. Hoewel ze door het prestigieuze Odeíon Athinón (het Atheens Conservatorium) niet werd aangenomen, kon ze aan het werk bij het Ethniko Odio (het Grieks Nationaal Conservatorium). Haar eerste zangpedagoge Maria Trivella besloot dat ze geen altstem had, maar een dramatische sopraan was.
Callas werkte zeer hard en boekte snel vorderingen. Op 11 april 1938 gaf ze haar eerste openbare optreden, met een stuk uit Puccini's Tosca. In 1939 ging ze alsnog aan het Atheens Conservatorium studeren onder Elvira de Hidalgo. In 1942, op achttienjarige leeftijd, zong ze de hoofdrol in Tosca. Binnen tien jaar stond ze bekend onder de erenaam la divina - de goddelijke.
In 1949 trouwde ze met Giovanni Battista Meneghini, een oudere rijke industrieel uit Milaan. Het huwelijk duurde tot 1959. Tussen 1953 en 1954 verloor Callas ongeveer 36 kilo lichaamsgewicht en kreeg ze het slanke postuur van haar latere jaren.

### Volle ontplooiing
Deze Griekse sopraan van Amerikaanse geboorte schitterde vooral in de grote rollen van de negentiende-eeuwse Italiaanse opera's, in het bijzonder die van Vincenzo Bellini, Giacomo Puccini en Giuseppe Verdi. De jaren '50 gelden als haar bloeiperiode.
De kracht van Callas' stem lag in de dramatische presentatie; ze zong haar partijen op een buitengewoon meeslepende wijze en met volle overtuiging, waarbij de onberispelijkheid van de techniek terugtrad ten voordele van de emotionele uitwerking op de luisteraar.
Haar kwaliteiten werden ook gezien in de combinatie van én een bijzonder goede toneelspeelster én een buitengewone operazangeres. Haar zangtechniek was overigens vooral in haar beste jaren uitstekend, hoewel zangpedagogen altijd bepaalde punten van kritiek hebben gehad. De vermenging bij Callas van het beroepsmatige met het persoonlijke, zoals dit nadrukkelijk door haar en haar platenmaatschappij EMI bevorderd werd richting internationale nieuwsmedia, droeg bij aan haar enorme succes. Hierbij komt dat de stem van Maria Callas een uniek timbre had, waardoor zij in elke opname, vanaf het allereerste begin, onmiddellijk herkenbaar is.

### Latere jaren

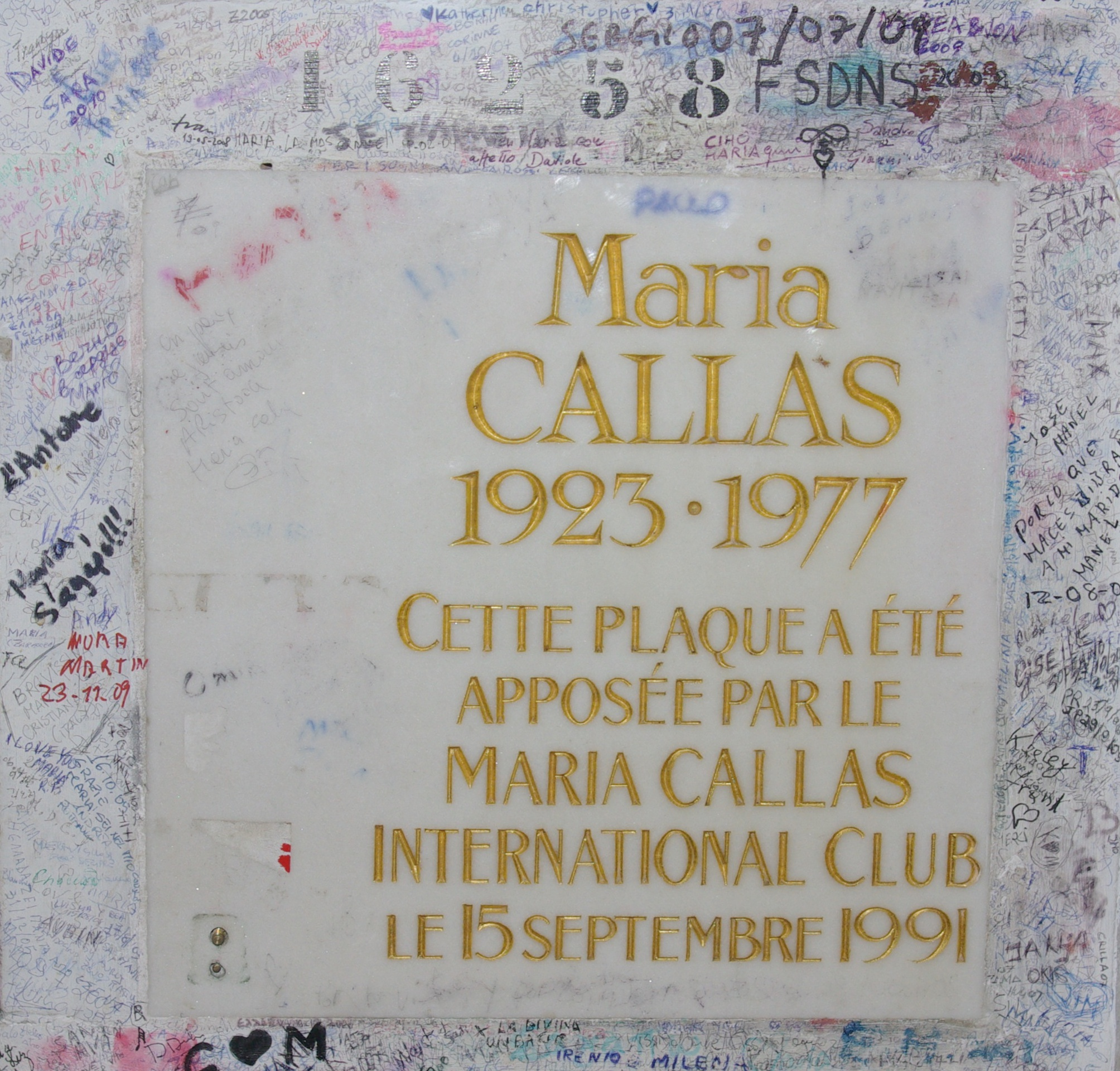
Herdenkingsplaquette voor Maria Callas op het kerkhof Père Lachaise in Parijs

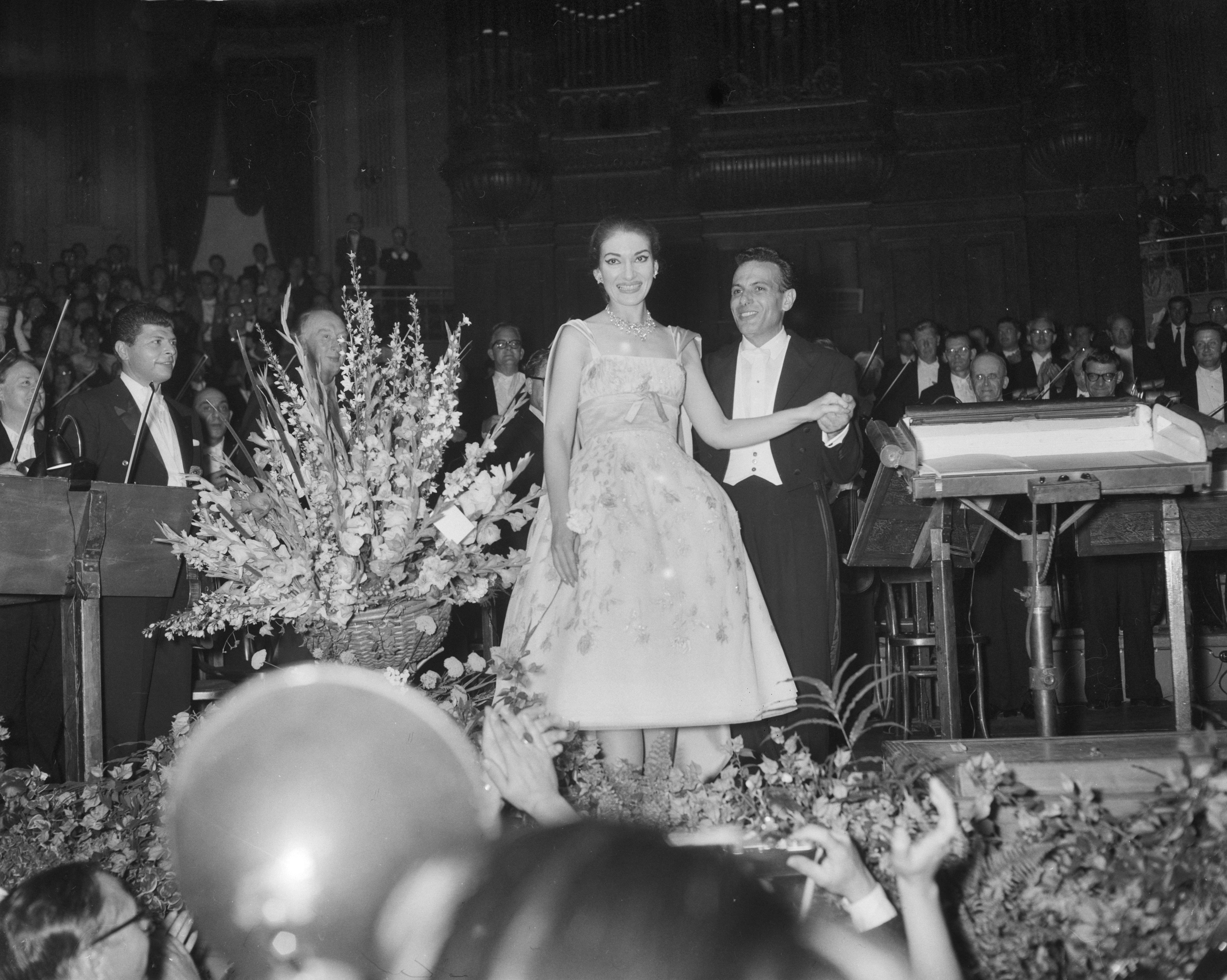
Maria Callas toegejuicht in het Amsterdamse Concertgebouw, 11 juli 1959

Na een liefdesverhouding met Aristoteles Onassis tussen 1959 en 1968, die werd beëindigd doordat Onassis haar verruilde voor Jacqueline Kennedy, de weduwe van de Amerikaanse president, trok Callas zich vanaf omstreeks 1965 geleidelijk uit de operawereld terug en verbleef zij in haar appartement in Parijs. Wel liet ze zich overhalen om van 1973 tot 1974 een afscheidstournee te maken, wereldwijd. Op 11 december 1973 gaf ze in Amsterdam een concert. Het publiek juichte haar keer op keer staande toe: veel bezoekers zagen Callas bij deze gelegenheid voor het eerst in levenden lijve optreden.
Maria Callas stierf in 1977 op 53-jarige leeftijd in haar Parijse appartement aan een hartaanval.
Na een dienst in de Grieks-Orthodoxe kerk aan de Rue Georges Bizet in Parijs, waarvoor tienduizenden mensen naar Parijs waren gekomen, werd haar lichaam gecremeerd op de Parijse begraafplaats Père-Lachaise en werd haar as aldaar in het columbarium geplaatst. Na op de eerste dag te zijn gestolen en twee dagen later teruggevonden, werd de as later, in 1979, conform haar eigen wens uitgestrooid voor het eiland Skorpios in de Ionische Zee. Op de begraafplaats Père-Lachaise is in 1991 een gedenkplaat aangebracht.

## Trivia
- Een MD-11-toestel van de KLM werd in 1995 vernoemd naar Maria Callas. Het is in 2014 gesloopt.
- De fictieve operazangeres Bianca Castafiore uit De avonturen van Kuifje zou vanaf de jaren 1950 gemodelleerd zijn naar Maria Callas. De karikaturale stripfiguur heeft echter weinig uiterlijke overeenkomsten met de echte Callas.[1][2]
- Callas legde op 11 juli 1959 de eerste steen van de studio van platenmaatschappij Bovema in Heemstede.[3]
- Eind 2024 kwam de film Maria van Pablo Larraín uit met Angelina Jolie in de hoofdrol, gebaseerd op het leven van Maria Callas.